# Srbac
Srbac (in serbo Србац) è un comune della Repubblica Serba di Bosnia ed Erzegovina con 19.001 abitanti al censimento 2013.
È situata alla confluenza del Vrbas con il Sava.